# Else Diehl
Else Diehl (* 12. Februar 1931 in Steinbrücken (Dietzhölztal)) ist eine deutsche Religionslehrerin, Missionarin, langjährige Reisesekretärin beim Bibellesebund (BLB), Gründerin der Strandmission „Frohe Zeit für Kinder“ im Nordseebad Bensersiel und Autorin.

## Leben und Wirken
Else Diehl traf nach ihrem Schulabschluss der mittleren Reife 1947 die Entscheidung für ein Leben mit Jesus Christus. Ab 1949 engagierte sie sich ehrenamtlich in der Jugendarbeit der örtlichen Gemeinde im Bund Freier evangelischer Gemeinden in Deutschland. 1958 erwarb sie die Lehrbefähigung für Religion in Berufs- und Berufsfachschulen.
Von 1955 bis zu ihrem Ruhestand 1991 war sie als Reisesekretärin des Deutschen Zweigs des Internationalen Bibellesebundes Marienheide in der Kinder- und Jugendarbeit tätig. In dieser Zeit gründete sie 1970 die BLB-Strandmission „Frohe Zeit für Kinder“ im Nordseebad Bensersiel, ein Freizeitprogramm, gefüllt mit Liedern, Spielen und biblischen Geschichten, das inzwischen an sieben Einsatzorten an der Nordsee angeboten wird. 1983 berief sie der Bund Freier evangelischer Gemeinden (FeG) als erste Frau in seine Leitung, der sie bis 2001 angehörte und bereits ab 1974 in der Frauenarbeit aktiv war. Zusammen mit Ruth Frey und Johannes Osberghaus gründete sie den „Arbeitskreis für missionarische Kinderarbeit“. Als Rednerin bei Frühstückstreffen, Frauentagen und Seminaren und als Leiterin von Freizeiten, sowie als Referentin beim Radio ERF Südtirol ist Diehl überregional bekannt. Sie ist Autorin von Büchern, Zeitschriften und Kinderliedern als auch Mitherausgeberin von Kinder-Andachtsbüchern und Werkbüchern für Arbeit mit Frauen.
In ihrem Ruhestand war Diehl von 1992 bis 2000 ehrenamtlich für den Bibellesebund in Gera/Thüringen missionarisch und seelsorgerlich tätig. Darüber hinaus engagierte sie sich in der 1987 gegründeten Arbeitsgemeinschaft Biblische Frauenarbeit und im Beirat des Evangelischen Seniorenwerks sowie über ein Jahrzehnt bei den Bad Blankenburger Allianzkonferenzen. Diehls Heimatgemeinde ist die Freie evangelische Gemeinde in Ewersbach.

## Veröffentlichungen
- mit Brunhilde Blunck und Gerti Strauch: Stundenbilder für die Frauenarbeit, Brockhaus, Wuppertal 1992, ISBN 978-3-417-12892-5.
- Erlebt, erlauscht, erzählt. Erinnerungen aus 36 Jahren Reisedienst, Verlag Bibellesebund, Marienheide 1992, ISBN 978-3-87982-167-9.
- Worte, die beweg(t)en, Hänssler, Holzgerlingen 1999, ISBN 978-3-7751-3363-0.
- Vertrauen wagen, Hänssler, Holzgerlingen 2004, ISBN 978-3-7751-4128-4.
- Ein Strauß voller Dankbarkeit. Danke-Geschichten, die das Leben schrieb, Bibellesebund, Gummersbach 2015, ISBN 978-3-95568-141-8.

als Mitherausgeberin
- mit Ruth Frey und Rudolf Ahrens: Viele Tage hat das Jahr. 365 Andachten für Kinder, R. Brockhaus Verlag 1969, ISBN 978-3-417-24519-6.
- mit Ruth Frey und Rudolf Ahrens: Alle Tage neue Freude. 365 Andachten für Kinder, R. Brockhaus 1974, ISBN 978-3-417-00505-9.
- mit Ruth Frey und Johannes Osberghaus: Gott liebt uns alle Tage. 365 Andachten für Kinder, R. Brockhaus 1977; 5. Auflage 1990, ISBN 978-3-417-23222-6.
- mit Ruth Frey, Reinhold Frey, Johannes Osberghaus und Hinrich Schmidt: Guter Gott, wir danken dir. Andachten für Kinder, Brockhaus, Wuppertal 1984, ISBN 978-3-417-24574-5.
- mit Burghard Affeld und Otto Schaude: Erzähl mir von Gott. Mein Glaubensbuch. Ein Kinderkatechismus, Brockhaus, Wuppertal 1986, ISBN 978-3-417-24070-2.
- mit Elisabeth Wetter: Frauen: ein Werkbuch für die Arbeit in der Gemeinde, Brockhaus, Wuppertal 1988, ISBN 978-3-417-12875-8.
- mit Ruth Frey: Gott ist die Liebe. 365 Andachten für Kinder, R. Brockhaus 1999; 2. Auflage 2000, ISBN 978-3-417-24686-5.